# Hylophylax naevius
Hylophylax naevius là một loài chim trong họ Thamnophilidae.